# André Debrie
Dieser Artikel oder Abschnitt ist übermäßig bebildert. Hilf mit, die Illustrationen auf ein angemessenes Niveau an repräsentativen Bildern zu reduzieren und sie gleichmäßiger im Artikel zu verteilen. Verschiebe die restlichen Abbildungen in eine Galerie bzw. Kategorie auf Wikimedia Commons, die du am Ende dieses Artikels verlinkst.

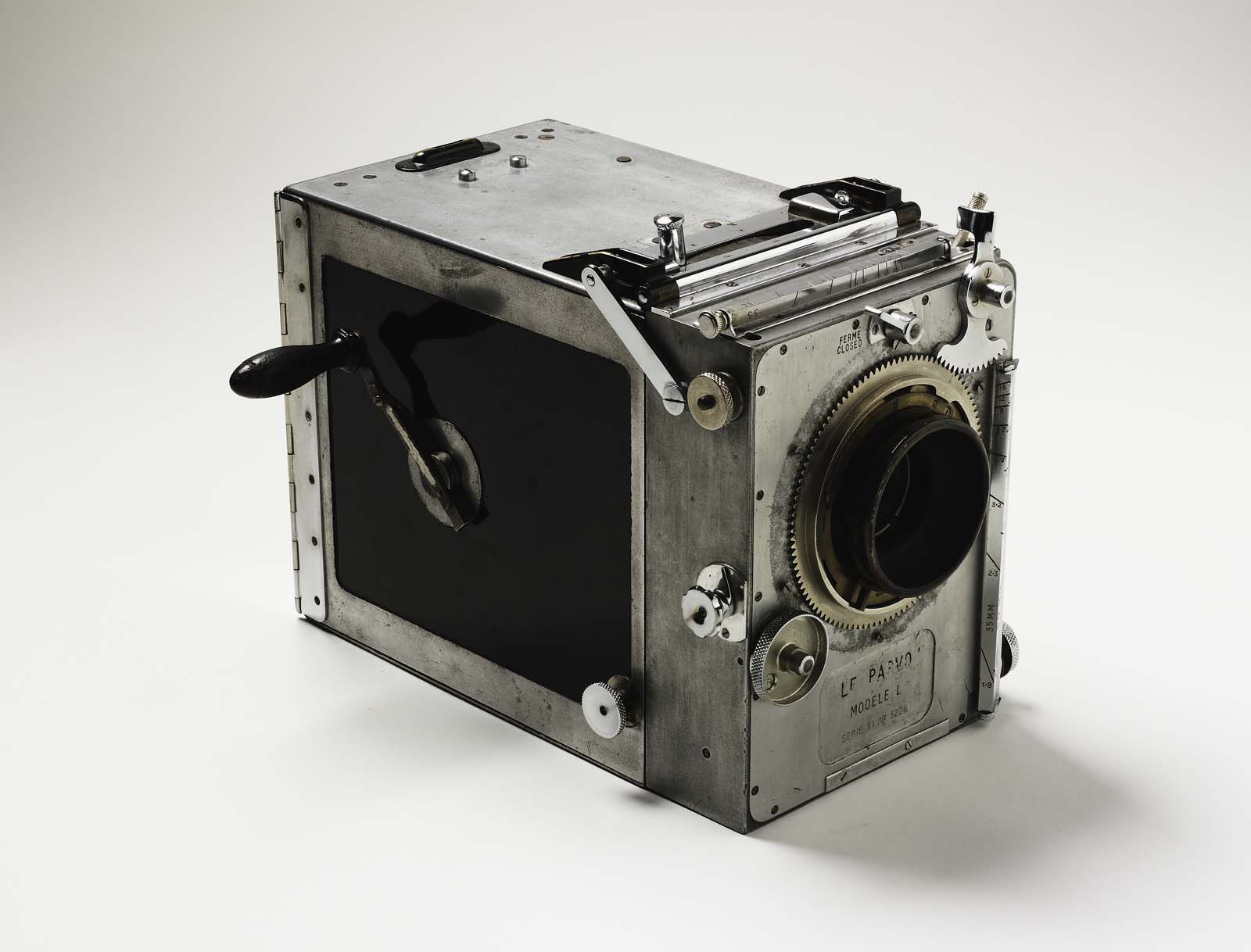
Filmkamera Debrie Parvo Modell L (1917)

André Victor Léon Clément Debrie (* 28. Januar 1891; † 28. Mai 1967) war Gründer des Filmtechnikherstelles Etablissements André Debrie. 

## Geschichte

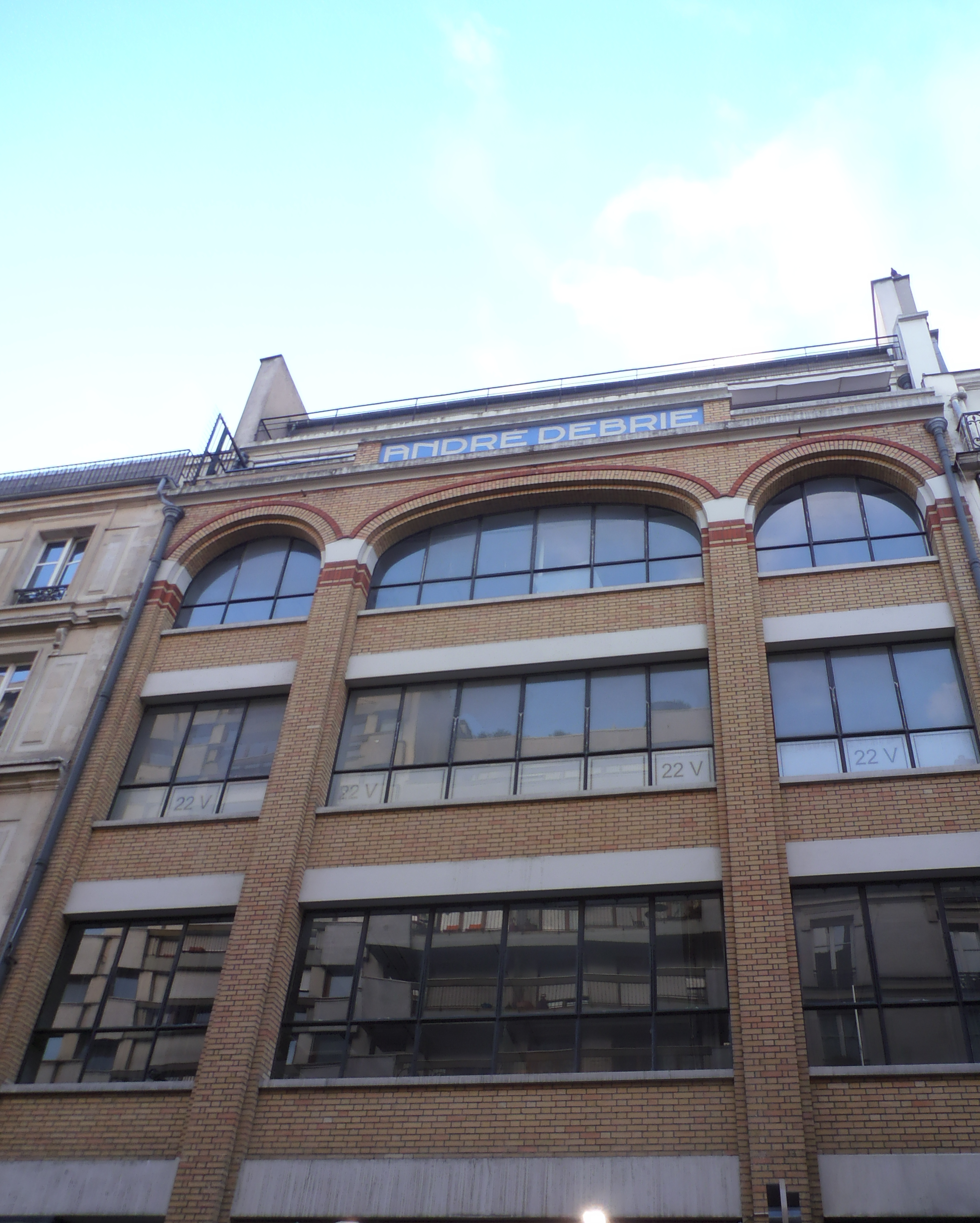
Ehemaliges Firmengebäude in Paris

Der Betrieb wurde von Andrés Vater Joseph Jules Debrie gegründet, 1898 erfolgte die Eintragung ins Handelsregister. Der Sitz war an der Rue Saint-Maur in Paris. 
Zu den ersten Erzeugnissen aus dem Hause Debrie gehörte ein Filmperforierapparat. Das erste Modell von 1898 wurde etwa zehn Jahre später durch die OPTIMA abgelöst. 1905 bot Debrie einen Filmkopierapparat NOVA an, ein ähnlich einfach aufgebautes Tischgerät wie andere Produkte. Ab 1906 erfolgte die Produktion von Filmkameras. 
André Debrie war von 1920 bis 1963 Alleininhaber der Firma. 1992 wurden die Etablissements Debrie mit C. T. M. fusioniert, die 1951 verselbständigte Mechanikabteilung des filmtechnischen Unternehmens GTC, Société Générale de Travaux Cinématographiques.

## Der Parvo
Der englische Kameramann Charles Raleigh fragte 1906 Vater Debrie, ob er eine leichte Filmkamera für eine Safari bauen könne. J. J. Debrie beauftragte seinen damals 15-jährigen Sohn André mit einer Konstruktion einer Kamera, die alle Vorteile der damaligen Zeit in sich vereinigen sollte. Im Frühjahr 1907 kaufte Norman O. Dawn eines der ersten Modelle, mit dem er April 1907 nach Kalifornien reiste. 1908 kam der Parvo (franz. für „Gedrungener“) mit einigen neuen Ideen als Serienprodukt heraus, sie wurde für lange Zeit die Berufskamera in Europa. 1921 wurden ihr als eine der Verbesserungen Sperrstifte zugegeben, womit der Bildstand mit der späteren Mitchell Newsreel Camera mithielt. Im Parvo haben 400 Fuß (122 m) Normalfilm Platz. Die Kameraperson kann durch ein Sucherrohr von hinten auf den Film, bei den späteren Modellen zusätzlich auf eine einschwenkbare Mattscheibe einstellen. Durch ihr verhältnismäßig geringes Gewicht und die gedrungenen Dimensionen wurde der Parvo zur idealen Kamera für Außenaufnahmen und Wochenschauen. Es gab die Kamera erst mit Holz-, ab ca. 1920 auch mit Aluminiumgehäuse, der Parvo wurde in den Modellen Interview, E, K, L und T weiterentwickelt. Von letzteren beiden gab es auch geblimpte Versionen für Tonfilm. Insgesamt sind mehr als 6000 Exemplare des Parvo verkauft worden.

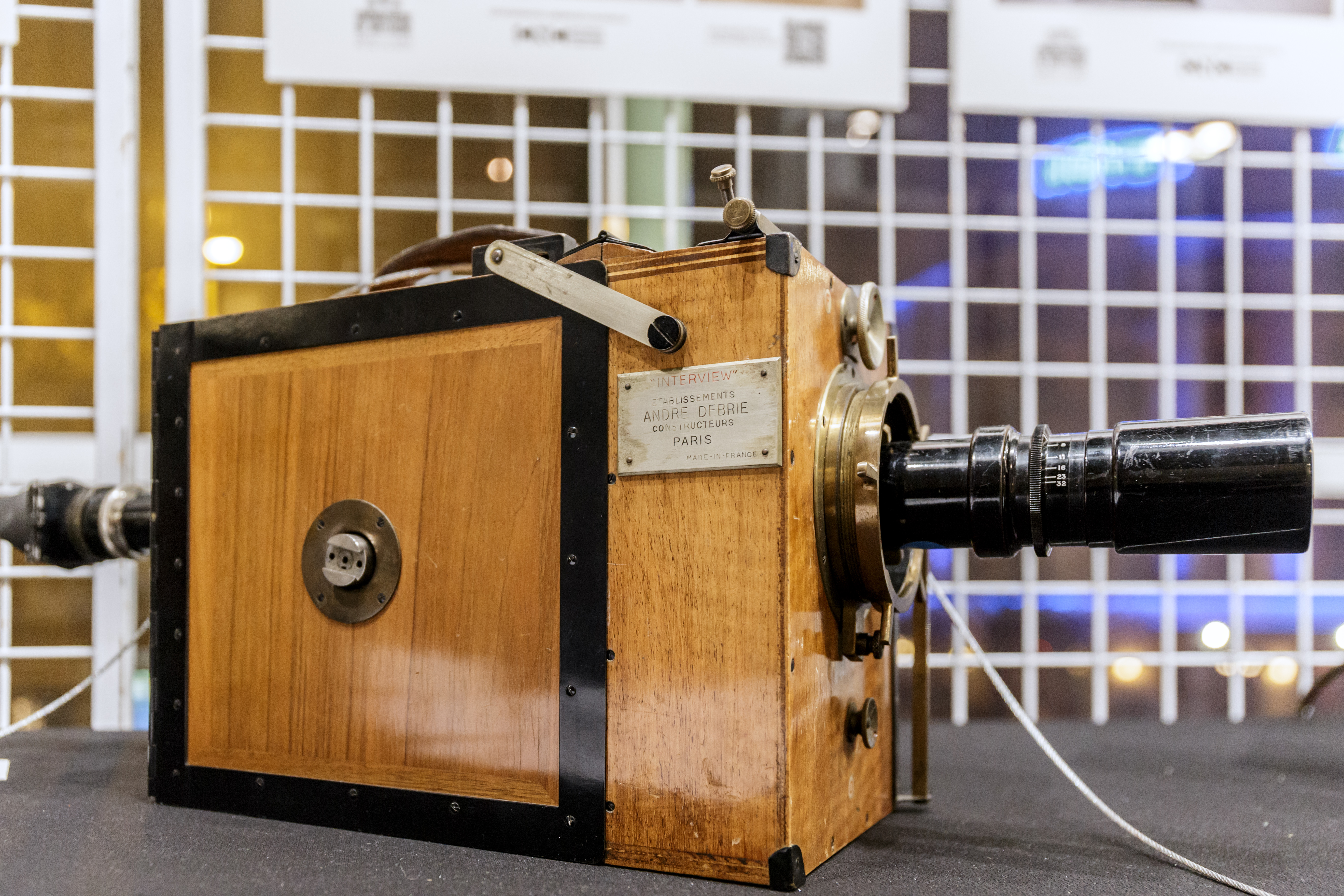
Debrie Parvo Interview (ca. 1910)
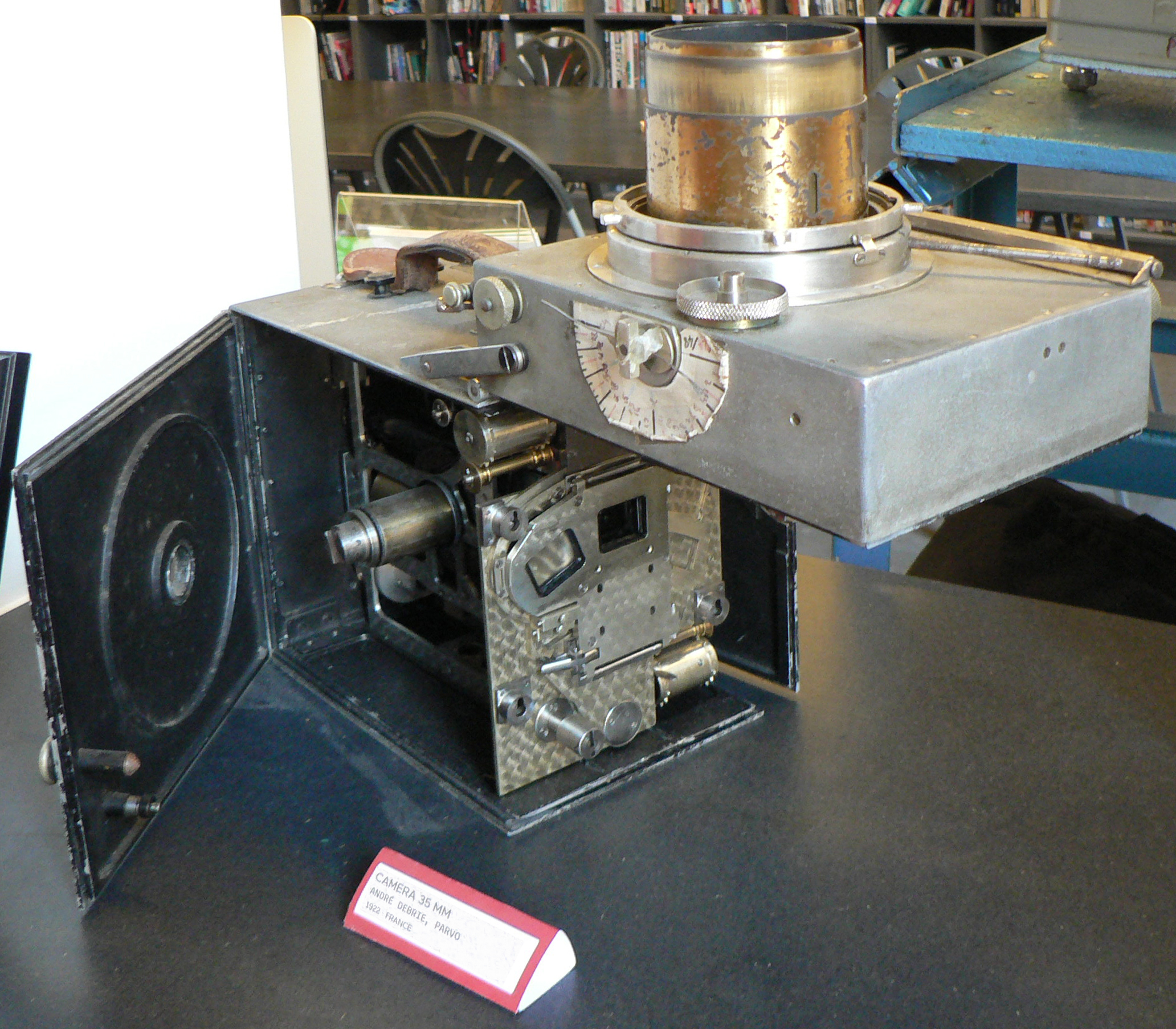
Innenleben einer Parvo (1922)
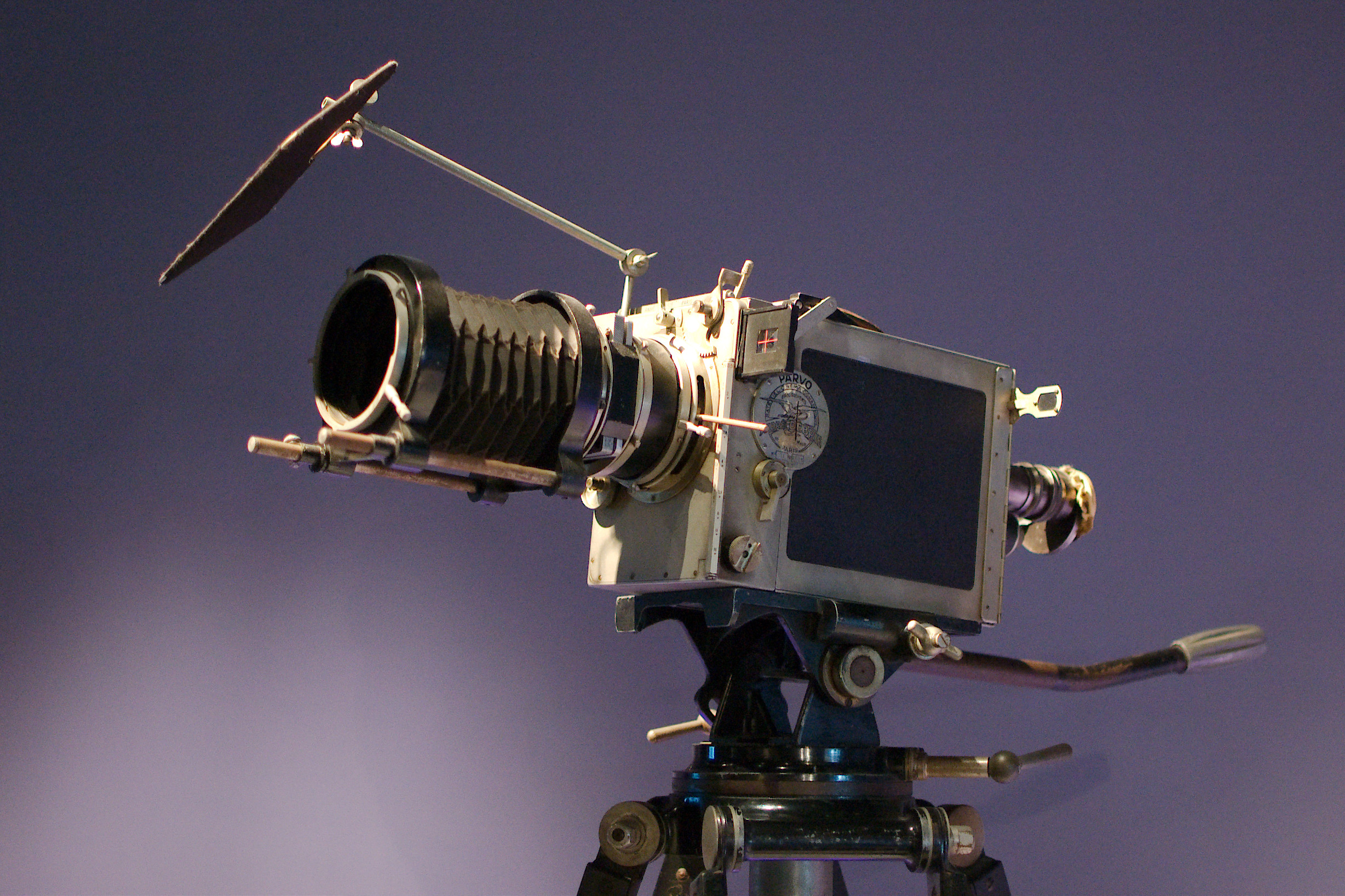
Eine Debrie Parvo L mit Teleobjektiv und Kompendium
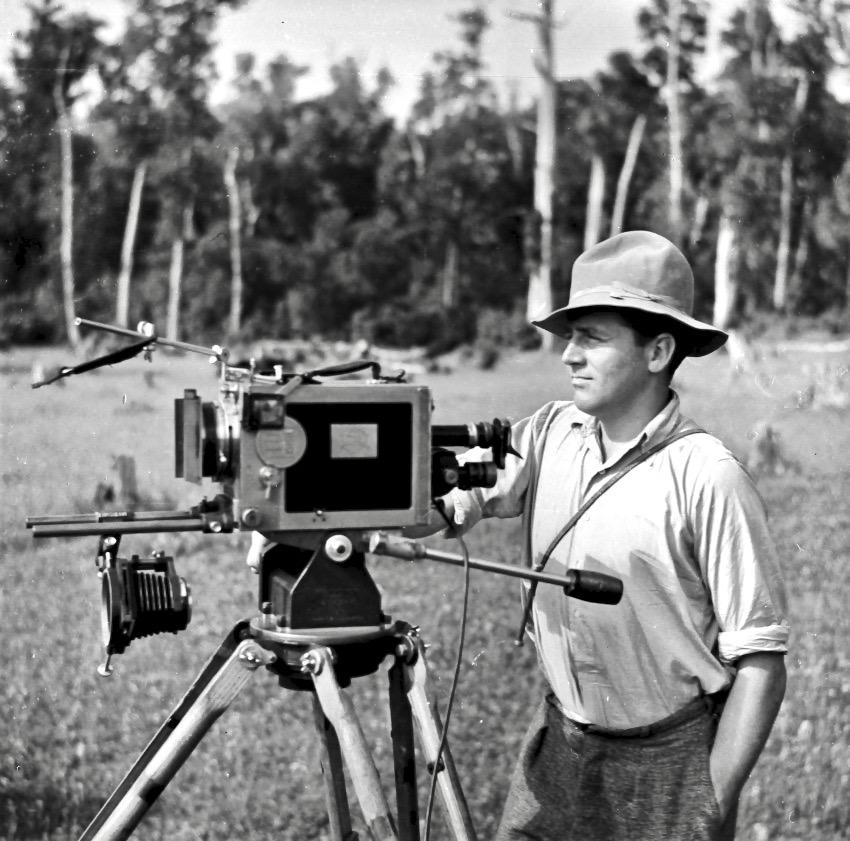
Arndt von Rautenfeld mit einer Parvo L (1938)
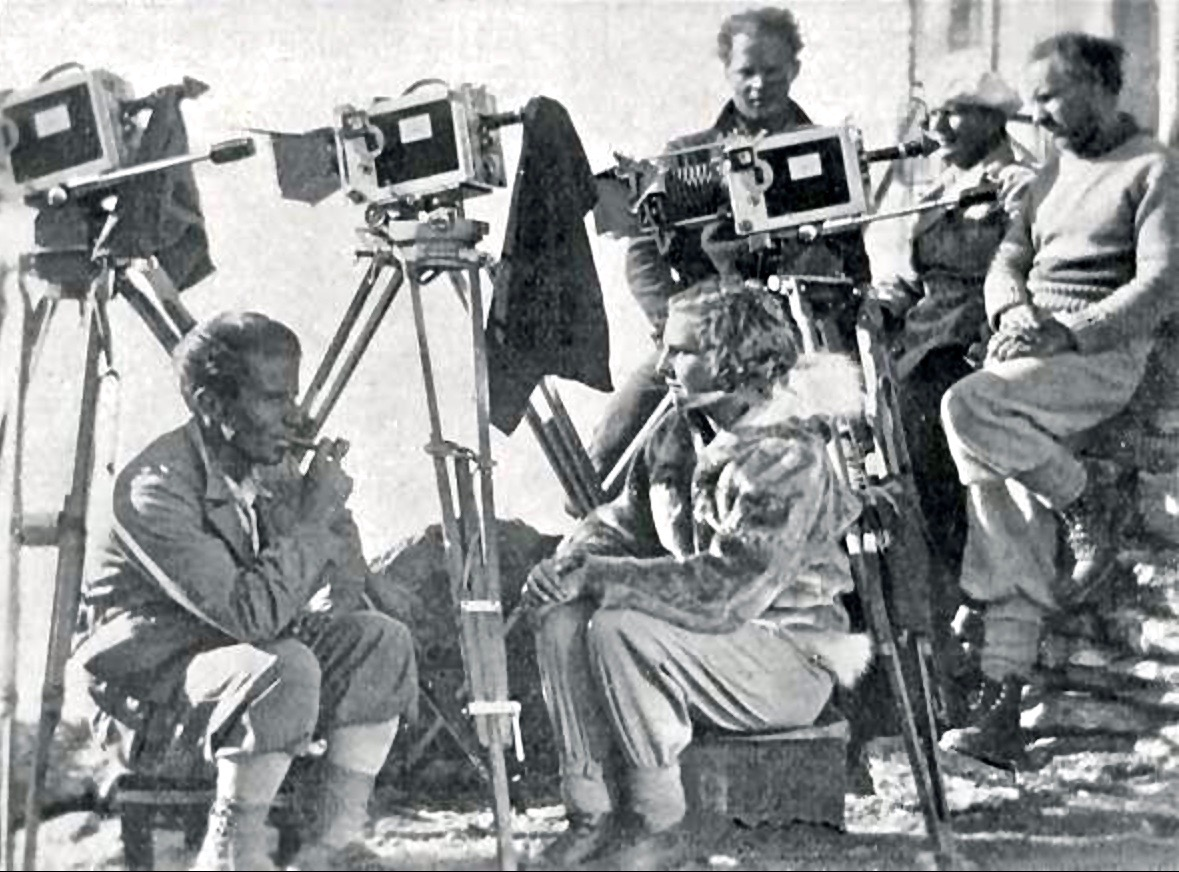
Hans Schneeberger, Leni Riefenstahl und Richard Angst mit Parvo L (1929/30)
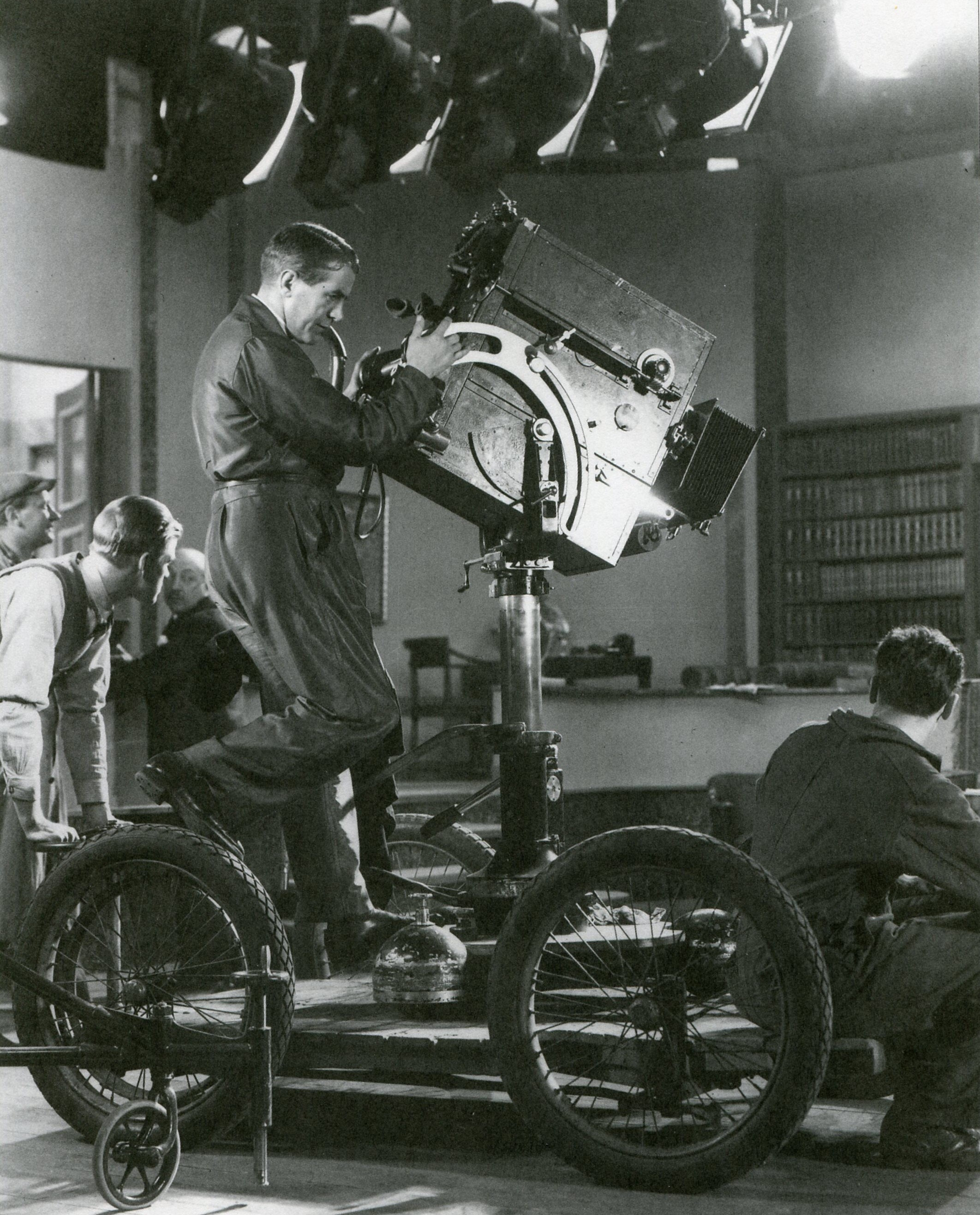
Der schwedische Kameramann Julius Jaenzon an einer Parvo T im Blimp (1933)

## Die Super Parvo

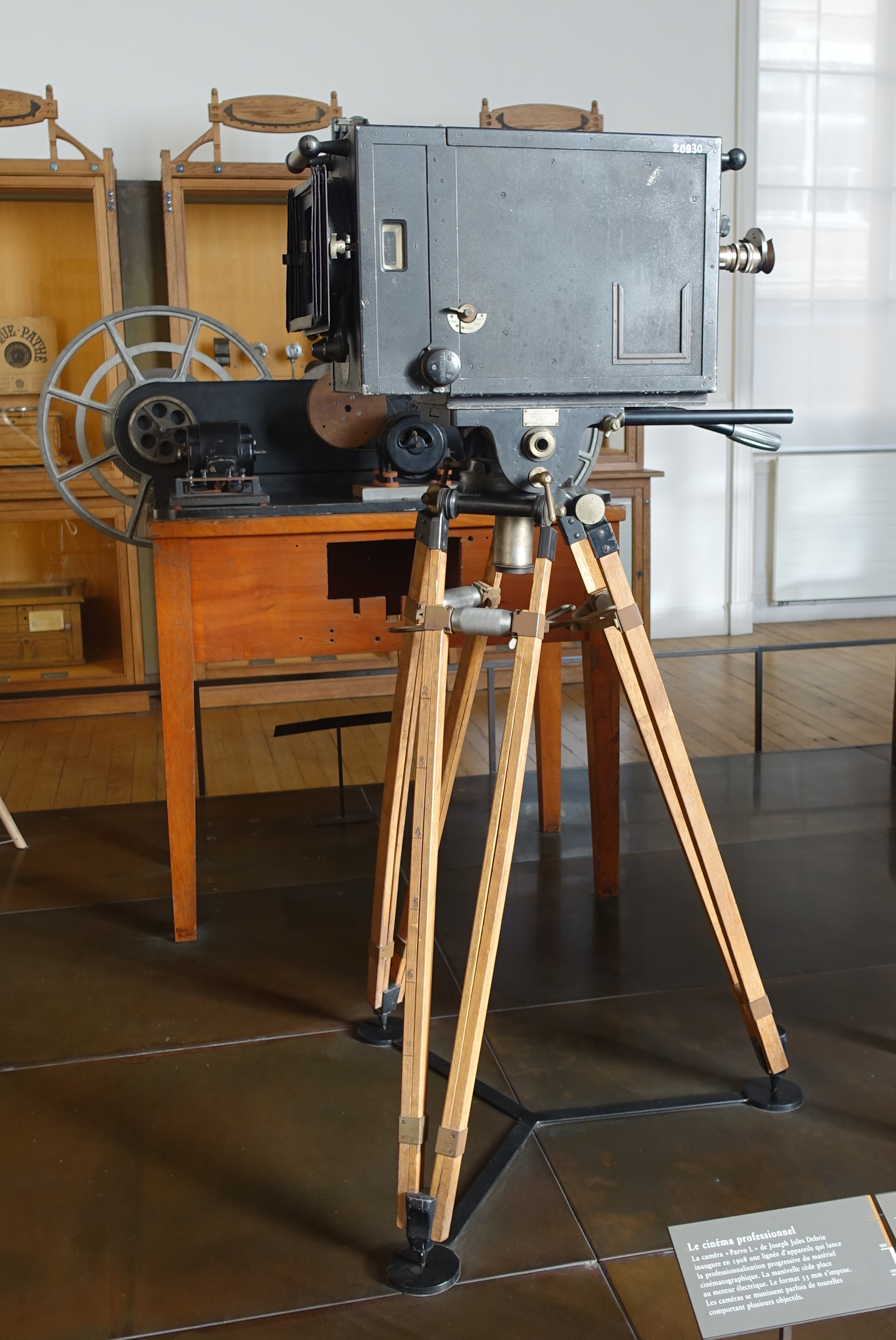
Eine frühe Super Parvo von 1932

Die Debrie Super Parvo wurde ab 1932 entwickelt und kam 1933 heraus. Das Patent wurde im November 1934 eingereicht und am 2. Juni 1936 erteilt. Schnell avancierte sie aufgrund ihrer gelungenen Konstruktion zur europäischen Standard-Studiokamera der 1930er, 1940er und 1950er Jahre. Sie wurde in u. a. Frankreich, Schweden, England, Deutschland und Österreich verwendet. Ihre Abmessungen waren mit 50 × 27 × 35 cm bei einem Gewicht von 65 Kilogramm für die damalige Zeit für eine Tonfilmkamera recht annehmlich. Sie hatte ein in die Kamera integriertes Magazin für 300 m Film und koaxialen Filmlauf, es gab einen Synchronmotor für Lichtstrom und einen 24 Volt-Motor als Antrieb. Der Kameramann sah das Bild nur durch den Film, was bei Schwarzweißfilm kein Problem war, bei Farbfilm war aufgrund der lichtundurchlässigen Rückseite keine Durchsicht möglich. Es gab einen ansetzbaren seitlichen Sucher, der jedoch nicht parallaxenfrei war und das gefilmte Bild nicht 100 % wiedergab. Die Handhabung der Super Parvo galt daher als etwas kompliziert, jedoch arbeiteten andere Kameras wie die berühmte Mitchell BNC nach demselben Prinzip. Mit der Zeit musste das Laufgeräusch der Kamera wegen der immer empfindlicher werdenden Mikrophone mit um die Kamera gebundenen Decken gedämmt werden. 

### Super Parvo Reflex
Anfang der 1940er Jahre – angespornt durch den Erfolg der Arriflex und des aufkommenden Farbfilmes – entwickelte auch André Debrie einen Reflexsucher für seine Super Parvo. Die Patente wurden im November 1941 angemeldet, die Super Parvo Reflex Model 5 wurde jedoch erst 1951 auf der Photokina in Köln der Öffentlichkeit präsentiert. Diese war geringfügig größer als das alte Modell (67 × 32 × 38 cm) und wog beachtliche 82 Kilogramm, zudem war sie 50 % leiser als ihre Vorgängerin. Auch ältere Modelle konnten umgerüstet werden. 

### Super Parvo Color
In den 1950er Jahren kam als Höhepunkt die Super Parvo Color auf den Markt, eine speziell für Farbfilm weiter entwickelte Super Parvo Reflex mit elektrisch angetriebenem Objektivrevolver für Wechseloptik. Diese war ebenfalls sehr erfolgreich und wurde bis in die 1970er Jahre verwendet. Für die meisten Parvos lieferte Debrie Cooke-Objektive, Dyaliscope in Frankreich bot auch für die Super Parvos ihre Scope-Linsen an.

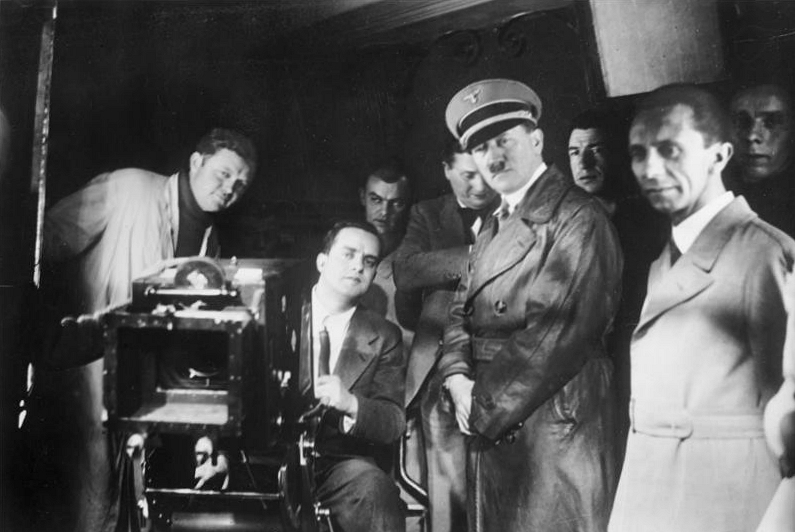
Besuch von Hitler und Goebbels bei der UFA in Babelsberg, links eine Super Parvo mit Kameramann Friedl Behn-Grund (1935)
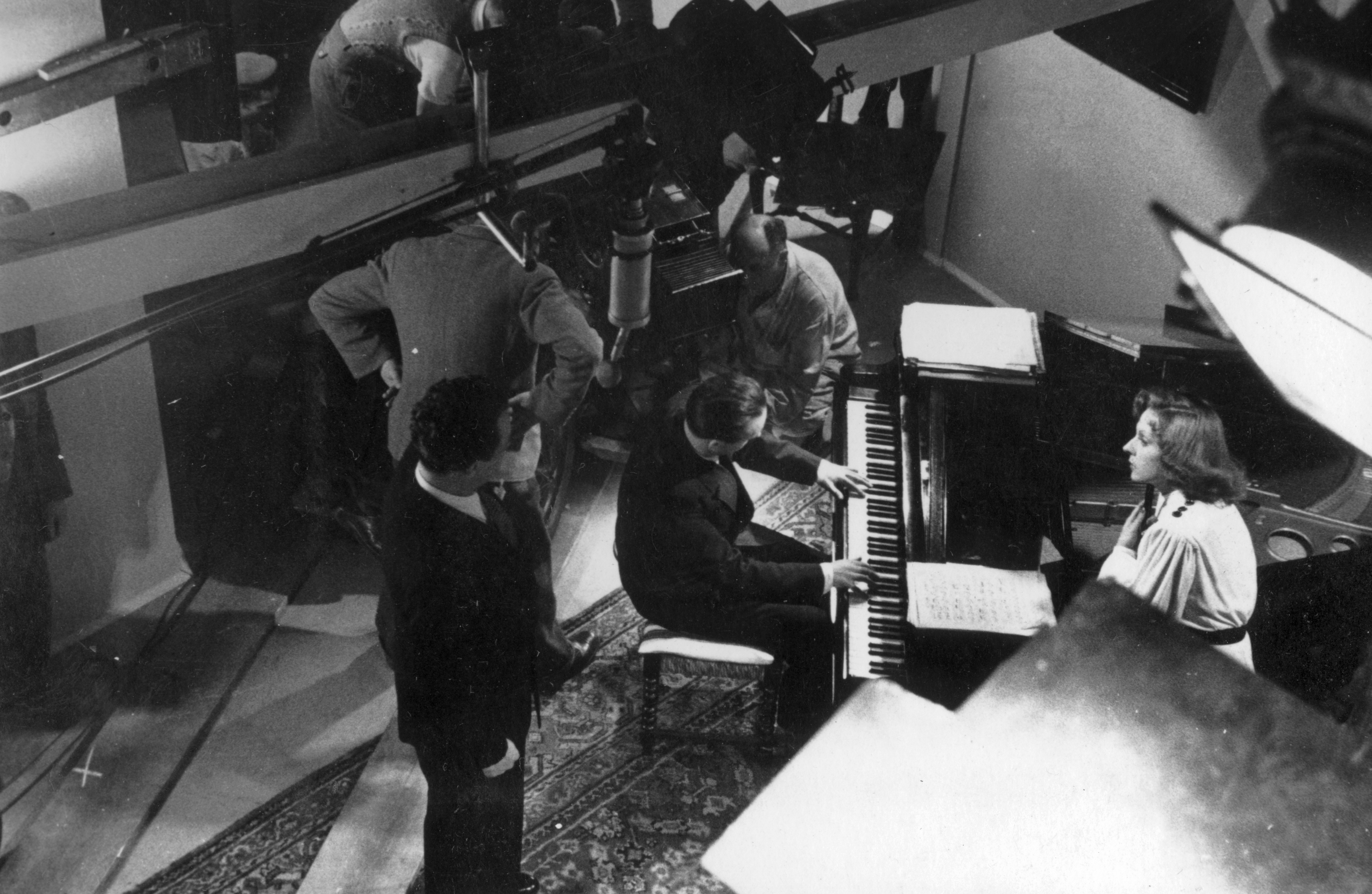
Eine Debrie Super Parvo in Ungarn (1940)
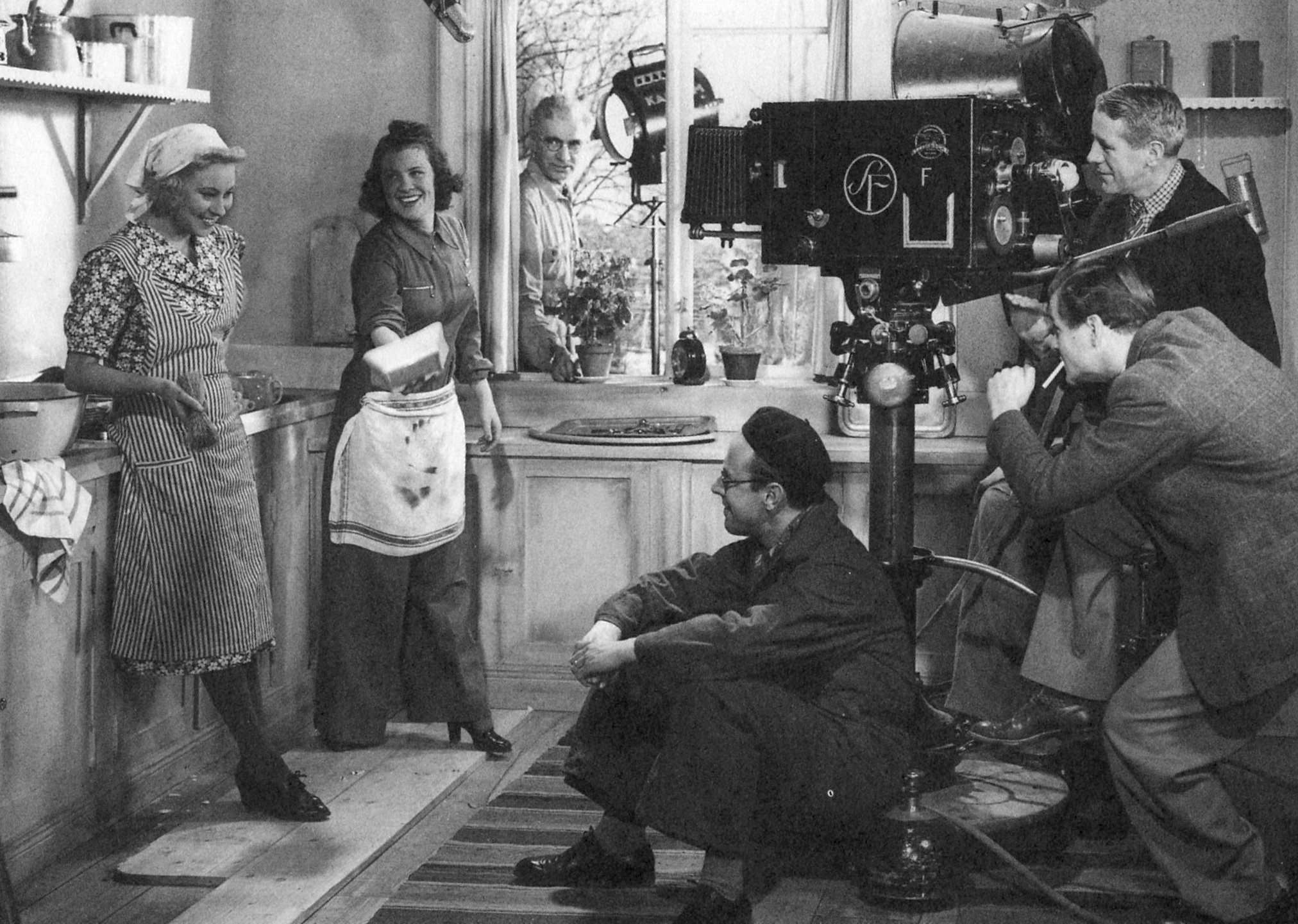
Eine Super Parvo im Einsatz bei der Svensk Filmindustri (1941)
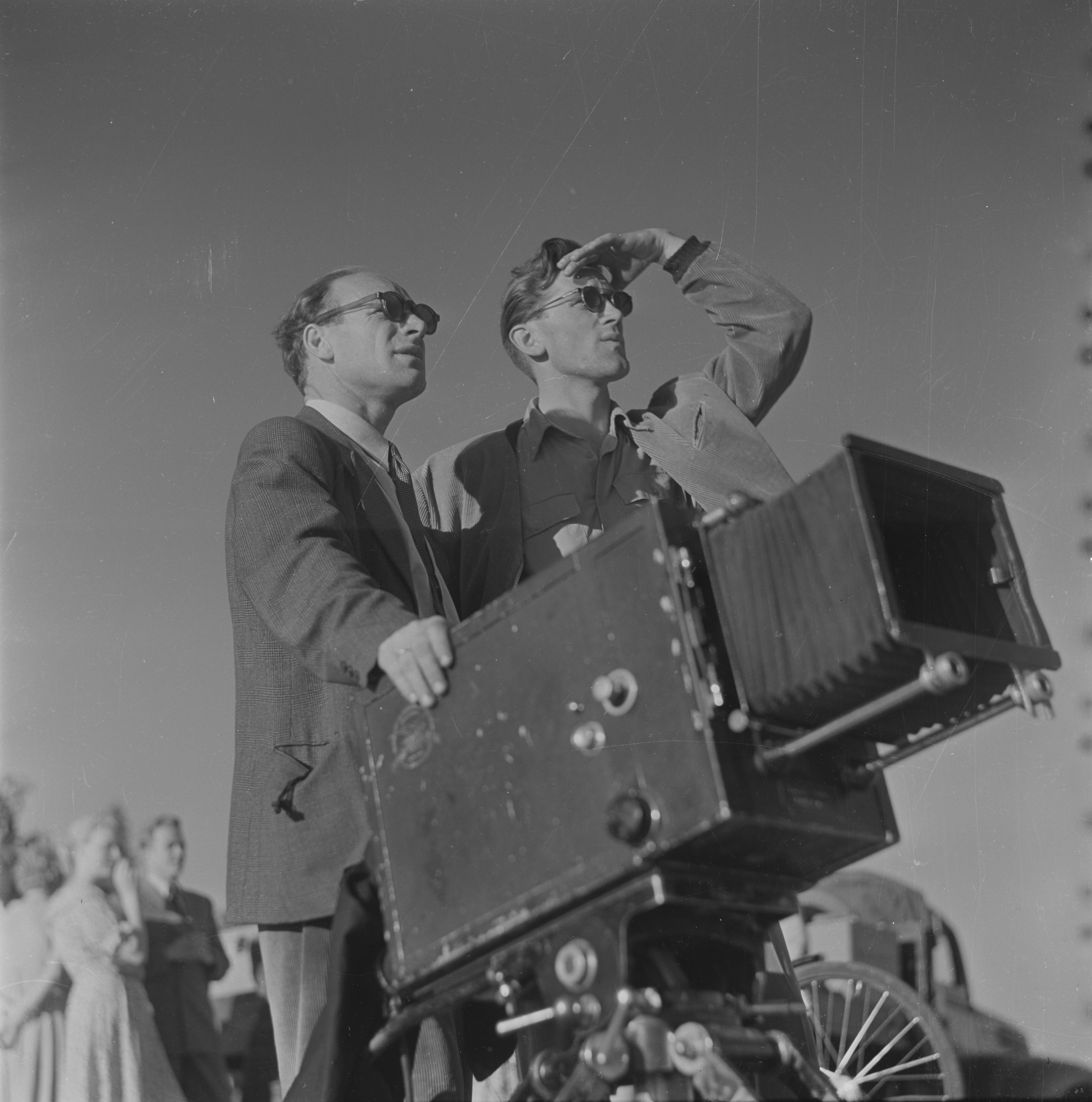
Eine Super Parvo im Einsatz in Schweden (1952)
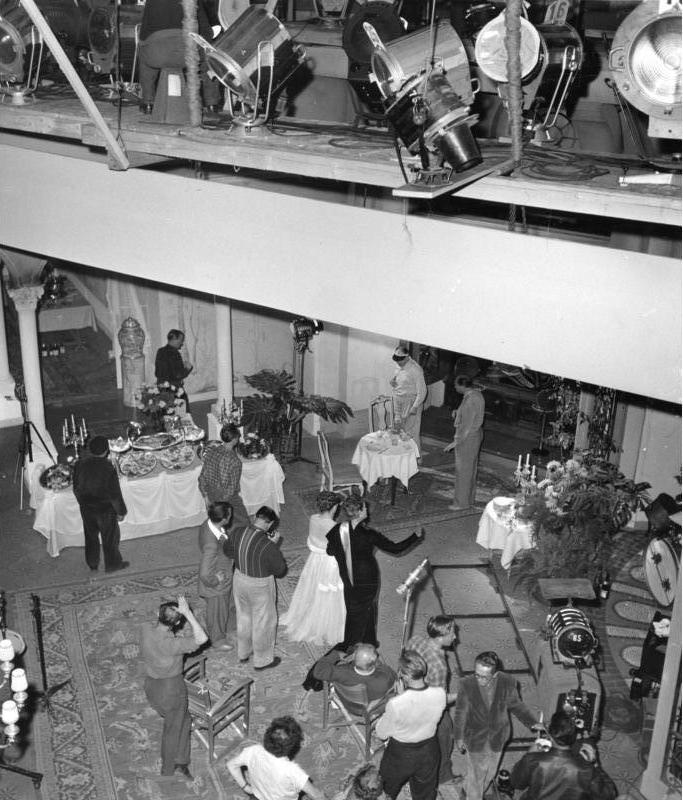
Eine zwecks Schalldämmung in Decken gehüllte Super Parvo bei Dreharbeiten in Deutschland (1953)
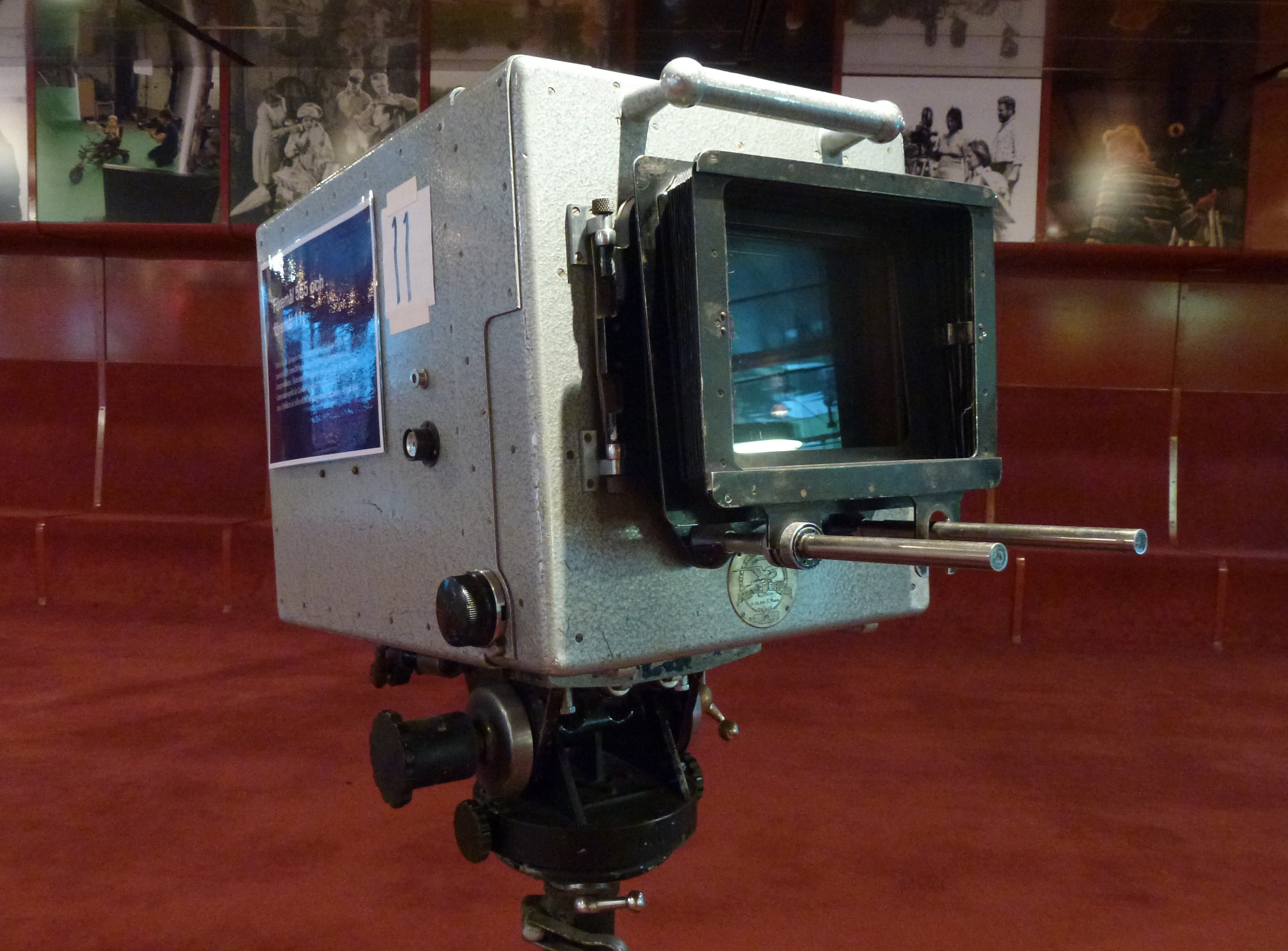
Eine Debrie Super Parvo Color (1950er Jahre)

## Weitere Produkte von Debrie
1919 erschien der von Giuseppe Tartara erfundene Ciné-Sept, zu dem Debrie das Patent kaufte, ein beliebtes kleines Gerät für Normalfilm mit bewegten Sperrstiften, gebaut von Victor Continsouza.

Kopf einer Debrie Matipo 35

Eine der weitest verbreiteten Kopiermaschinen war die Debrie MATIPO, welche 1913 herauskam.
Debrie baute ab 1923 auch die von Émile Georges Labrély (1885–1971) konstruierte Kamera à Grande Vitesse. Mit ihr sind Bildfrequenzen bis 240 möglich. Das Gerät besitzt Sperrstifte, die links und rechts vom Bildfenster eingreifen. Französisches Patent 521.417 vom 4. Oktober 1919: «Dispositif permettant de photographier ou de cinématographier des sujets quelconques pendant leurs déplacements les plus rapides en tous sens.»
Französisches Patent 523.383 vom 31. August 1920: «Perfectionnements apportés aux prises de vues cinématographiques à grande vitesse.»
André Debrie lieferte nach und nach Entwicklungsmaschinen aller Art, Filmhobel, Klebepressen, Umroller, Schmalfilmprojektoren wie der MB 15, Lichttonanlagen, die Trickkopieranlage TRUCA u. a. m.